# Калина Василь Емануїлович
Василь Емануїлович Калина (рос. Василий Емануилович Калина 1903–1979) — радянський шаховий композитор і тренер. Його вихованцем є, зокрема Юхим Рухліс.

## Творчість
Першу композицію склав у 1923 році. Поєднував складання шахових задач і практичну гру в шахи. У 1924 році досягнув першого успіху як композитор — його твір отримав 2-й приз на республіканському конкурсі, присяченому Всеукраїнському шаховому турніру. Потім отримував багато почесних відгуків і призів на всесоюзному і міжнародному рівні — «64» (4-й приз), «Шахматы» (2-й приз), «Задачи и этюди» (1-й приз), Карловецький шаховий клуб (похвальний відгук), Берлінська шахова газета (2-й приз), «Ессенер Арбайтцайтунґ» (1-й приз) та інші.
Улюблені жанри — 2-ходові і 3-ходові задачі. У своїх творах намагався наповнити задачу глибоким стратегічним змістом, використавши мінімальну кількість матеріалу.
У 1930-х роках в найбільших містах СРСР (Харків, Київ, Одеса, Полтава, Дніпропетровськ) почали діяти гуртки шахової композиції для школярів. Василь Калина керував Київським гуртком і виховав багато знаних згодом композиторів, таких як Б. Черняховський, Юхим Рухліс, П. Аксельруд, Н. Доморацький і Г. Вольєров.